# 费尔-里茨豪森
费尔-里茨豪森是德国莱茵兰-普法尔茨州的一个市镇。总面积4.02平方公里，总人口809人，其中男性426人，女性383人（2011年12月31日），人口密度201人/平方公里。